# Forbundne kar
Forbundne kar er to eller flere kar, som er i forbindelse med hinanden, og som samtidig er udsat for samme lufttryk. Princippet for forbundne kar beror på tryk og densitet. Det viser sig, at hvis man fylder et kar, der er forbundet med et andet eller flere andre, med vand, vil vandet flyde over i de andre kar og vandoverfladen vil være i samme højde i begge/alle kar. Det spiller ingen rolle om karrene befinder sig i samme højde eller om de har samme form.
Et eksempel på udnyttelse af forbundne kar er vandtårne, som placeres på et højt punkt og forsyner andre bygninger med vand gennem det tryk, der opstår i vandledningerne En lejlighed i et højhus kan da ikke befinde sig på et højere punkt end vandtårnet, idet den da ikke vil blive forsynet af tårnet. Trykket i ledningerne bliver større, jo længere ned under vandtårnets spejl, udløbspunktet befinder sig.